# Marta Bon
Marta Bon (geboren am 22. März 1962 in Novo mesto) ist eine slowenische Handballtrainerin, Handballfunktionärin und ehemalige Handballspielerin.

## Vereinskarriere
Bon spielte in ihrer Kindheit neben Handball auch Basketball, Fußball und Volleyball. Sie lernte Handball in der Schule. Im Verein spielte sie zunächst bei Mirna, später bei Krka. Von dort wechselte sie zu Olimpija Ljubljana. Nach ihrer Zeit in Ljubljana wollte sie den professionellen Handball nicht mehr betreiben, aber weiter im Training bleiben. Mit diesem Ziel wechselte sie 1990 zu RK Krim in die zweite slowenische Liga. Von 1990 bis 1994 spielte sie für den RK Krim, teils als Spielertrainerin.
Sie gewann im Jahr 1981 den slowenischen Pokalwettbewerb.

## Handballtrainerin
Nach ihrer aktiven Zeit als Spielerin war sie als Handballtrainerin aktiv. Sie trainierte RK Krim (1993–1994, 2008–2011, 2013–2015), die slowenische Frauen-Handballnationalmannschaft (1996–?, 2003–?, 2013–?), die Schweizer Frauen-Handballnationalmannschaft (2010–2012), ŽRK Olimpija Ljubljana, die Slowenische Beachhandball-Nationalmannschaft der Frauen und die slowenische Juniorinnennationalauswahl.
Mit RK Krim gewann sie die slowenische Meisterschaft.

## Handballfunktionärin
Sie ist im slowenischen Handballverband tätig.